# Cagayandalen

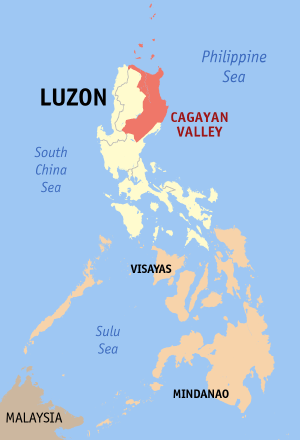
Cagayandalens läge

Cagayandalen (engelska Cagayan Valley, pilipino: Lambak ng Cagayan; region II) är en region i Filippinerna med 3 139 000 invånare (2006) på en yta av 26 837 km². Den ligger mellan bergskedjorna Centralkordiljäran och Sierra Madre på nordöstra Luzon. Regionen genomflyts av Filippinernas längsta flod Cagayan vilken har sitt utlopp i Luzonsundet vid staden Aparri.
Regionen är indelad i fem provinser: Batanes, Cagayan, Isabela, Nya Vizcaya samt Quirino. Dess huvudstad är Tuguegarao City. 
Bland språk som talas i regionen finns ilokano, ibanag, ivatan, filipino och engelska.